# Campeonato Mundial de Natação em Piscina Curta de 2014 - 50 m borboleta feminino
A prova dos 50 metros nado borboleta feminino do Campeonato Mundial de Natação em Piscina Curta de 2014 foi disputado entre 4 e 5 de dezembro no Centro Aquático Aspire Sports Complex em Doha.

## Recordes
Antes desta competição, os recordes mundiais e do campeonato nesta prova eram os seguintes:
|    | Nome              | Nacionalidade | Tempo | Local     | Data                   |
| -- | ----------------- | ------------- | ----- | --------- | ---------------------- |
| WR | Therese Alshammar | Suécia        | 24.38 | Singapura | 22 de dezembro de 2009 |
| CR | Therese Alshammar | Suécia        | 24.87 | Dubai     | 17 de dezembro de 2010 |

Os seguintes recordes foram estabelecidos durante a competição:
| Data          | Prova | Nome           | Nacionalidade | Tempo | Recorde |
| ------------- | ----- | -------------- | ------------- | ----- | ------- |
| 5 de dezembro | Final | Sarah Sjöström | Suécia        | 24.58 | CR      |

## Medalhistas
| Ouro                 | Prata                  | Bronze            |
| Sarah Sjöström (SWE) | Jeanette Ottesen (DEN) | Inge Dekker (NED) |

## Resultados

### Eliminatórias
As eliminatórias ocorreram dia 4 de dezembro. 
| Colocação | Bateria | Raia | Nome                         | Nacionalidade                   | Tempo | Notas |
| --------- | ------- | ---- | ---------------------------- | ------------------------------- | ----- | ----- |
| 1         | 9       | 4    | Sarah Sjöström               | Suécia                          | 25.08 | Q     |
| 2         | 7       | 4    | Jeanette Ottesen             | Dinamarca                       | 25.39 | Q     |
| 3         | 8       | 4    | Inge Dekker                  | Países Baixos                   | 25.61 | Q     |
| 4         | 7       | 5    | Lu Ying                      | China                           | 25.65 | Q     |
| 5         | 7       | 3    | Silvia di Pietro             | Itália                          | 25.66 | Q     |
| 6         | 7       | 2    | Daynara de Paula             | Brasil                          | 25.81 | Q     |
| 7         | 8       | 5    | Qiu Yuhan                    | China                           | 25.83 | Q     |
| 7         | 9       | 3    | Aleksandra Urbańczyk         | Polónia                         | 25.83 | Q     |
| 7         | 9       | 2    | Felicia Lee                  | Estados Unidos                  | 25.83 | Q     |
| 10        | 8       | 7    | Kimberly Buys                | Bélgica                         | 25.87 | Q     |
| 11        | 9       | 6    | Anastasiia Liazeva           | Rússia                          | 25.97 | Q     |
| 12        | 9       | 8    | Marie Wattel                 | França                          | 25.99 | Q     |
| 13        | 8       | 3    | Mélanie Henique              | França                          | 26.04 | Q     |
| 14        | 9       | 7    | Claire Donahue               | Estados Unidos                  | 26.05 | Q     |
| 15        | 7       | 6    | Rozaliya Nasretdinova        | Rússia                          | 26.07 | Q     |
| 16        | 7       | 1    | Daiene Dias                  | Brasil                          | 26.11 | Q     |
| 17        | 8       | 6    | Katerine Savard              | Canadá                          | 26.16 |       |
| 18        | 9       | 5    | Arianna Vanderpool-Wallace   | Bahamas                         | 26.22 |       |
| 19        | 8       | 2    | Rino Hosoda                  | Japão                           | 26.26 |       |
| 20        | 8       | 1    | Sviatlana Khakhlova          | Bielorrússia                    | 26.31 |       |
| 21        | 9       | 1    | Ilaria Bianchi               | Itália                          | 26.37 |       |
| 22        | 8       | 8    | Brianna Throssell            | Austrália                       | 26.46 |       |
| 23        | 7       | 8    | Liliána Szilágyi             | Hungria                         | 26.54 |       |
| 24        | 8       | 0    | Lucie Svěcená                | Chéquia                         | 26.61 |       |
| 25        | 7       | 0    | Nastja Govejšek              | Eslovênia                       | 26.84 |       |
| 26        | 7       | 7    | Elise Olsen                  | Noruega                         | 26.92 |       |
| 27        | 6       | 0    | Jenjira Srisa-Ard            | Tailândia                       | 27.04 |       |
| 28        | 8       | 9    | Carolina Colorado Henao      | Colômbia                        | 27.10 |       |
| 29        | 9       | 9    | Danielle Villars             | Suíça                           | 27.37 |       |
| 30        | 6       | 4    | Sezin Eligül                 | Turquia                         | 27.45 |       |
| 30        | 6       | 3    | Lehesta Kemp                 | África do Sul                   | 27.45 |       |
| 32        | 5       | 3    | Anna Schegoleva              | Chipre                          | 27.52 |       |
| 33        | 6       | 2    | Miyu Nakano                  | Japão                           | 27.67 |       |
| 34        | 5       | 2    | Karen Torrez                 | Bolívia                         | 27.69 |       |
| 35        | 6       | 8    | Trudi Maree                  | África do Sul                   | 27.70 |       |
| 36        | 5       | 4    | Hannah Dato                  | Filipinas                       | 27.80 |       |
| 37        | 6       | 1    | Mary Meza                    | Costa Rica                      | 27.99 |       |
| 38        | 6       | 5    | Esra Kaçmaz                  | Turquia                         | 28.09 |       |
| 39        | 5       | 5    | Hannah Miley                 | Grã-Bretanha                    | 28.13 |       |
| 40        | 7       | 9    | Yamilé Bahamonde             | Equador                         | 28.23 |       |
| 41        | 5       | 6    | Felicity Passon              | Seicheles                       | 28.49 |       |
| 42        | 6       | 9    | Nina Žarković                | Bósnia e Herzegovina            | 28.53 |       |
| 43        | 4       | 4    | Maria Ribera                 | Bolívia                         | 28.89 |       |
| 44        | 5       | 9    | Aditi Dhumatkar              | Índia                           | 28.91 |       |
| 45        | 5       | 8    | Joyce Tafatatha              | Malawi                          | 29.09 |       |
| 46        | 6       | 7    | Talita Baqlah                | Jordânia                        | 29.21 |       |
| 47        | 4       | 5    | Ana Nóbrega                  | Angola                          | 29.31 |       |
| 48        | 5       | 0    | San Su Moe Theint            | Myanmar                         | 29.45 |       |
| 49        | 4       | 1    | Emily Muteti                 | Quênia                          | 29.52 |       |
| 50        | 4       | 2    | Lara Butler                  | Ilhas Caimã                     | 29.72 |       |
| 51        | 5       | 1    | Zabrina Holder               | Barbados                        | 29.81 |       |
| 52        | 3       | 7    | Gessica Stagno               | Moçambique                      | 29.96 |       |
| 53        | 4       | 0    | Samantha Roberts             | Antígua e Barbuda               | 29.97 |       |
| 54        | 3       | 1    | Oreoluwa Cherebin            | Granada                         | 30.09 |       |
| 55        | 4       | 3    | Ophelia Swayne               | Gana                            | 30.13 |       |
| 55        | 5       | 7    | Amboaratiana Domoinanavalona | Madagáscar                      | 30.13 |       |
| 57        | 4       | 9    | Annie Hepler                 | Ilhas Marshall                  | 30.41 |       |
| 58        | 4       | 8    | Kimiko Raheem                | Sri Lanka                       | 30.43 |       |
| 59        | 3       | 5    | Tegan McCarthy               | Papua-Nova Guiné                | 30.71 |       |
| 59        | 3       | 0    | Merjen Saryyeva              | Turquemenistão                  | 30.71 |       |
| 61        | 3       | 2    | Amarah Phillip               | Ilhas Virgens Britânicas        | 30.81 |       |
| 62        | 3       | 3    | Evelina Afoa                 | Samoa                           | 30.98 |       |
| 63        | 2       | 3    | Tsogtgerel Mungunsor         | Mongólia                        | 31.39 |       |
| 64        | 2       | 9    | Irene Prescott               | Tonga                           | 31.57 |       |
| 65        | 3       | 4    | Choi Weng Tong               | Macau                           | 31.82 |       |
| 66        | 2       | 4    | Areeba Shaikh                | Paquistão                       | 31.86 |       |
| 67        | 2       | 1    | Sonia Aktar                  | Bangladesh                      | 32.10 |       |
| 68        | 2       | 2    | Deandra van der Cloff        | Botswana                        | 32.14 |       |
| 69        | 3       | 8    | Catherine Mason              | Tanzânia                        | 32.18 |       |
| 70        | 2       | 7    | Dirngulbai Misech            | Palau                           | 32.42 |       |
| 71        | 3       | 6    | Johanna Umurungi             | Ruanda                          | 32.54 |       |
| 72        | 2       | 8    | Anisha Payet                 | Seicheles                       | 32.64 |       |
| 73        | 2       | 5    | Diana Basho                  | Albânia                         | 32.89 |       |
| 74        | 2       | 6    | Angela Kendrick              | Ilhas Marshall                  | 33.04 |       |
| 76        | 2       | 0    | Adora Lawrence               | São Vicente e Granadinas        | 33.09 |       |
| 75        | 3       | 9    | Nada Arkaji                  | Catar                           | 33.64 |       |
| 77        | 1       | 5    | Seabe Ebineng                | Botswana                        | 33.77 |       |
| 78        | 1       | 4    | Veomany Siriphone            | Laos                            | 33.98 |       |
| 79        | 1       | 2    | Mayra-Linda Paul             | Estados Federados da Micronésia | 34.31 |       |
| 80        | 1       | 3    | Fatou Diagne                 | Senegal                         | 36.15 |       |
| 81        | 1       | 7    | Elsie Uwamahoro              | Burundi                         | 38.97 |       |
| —         | 1       | 1    | Nazlati Mohamed              | Comores                         |       | DNS   |
| —         | 1       | 6    | Kokoe Ahyee                  | Costa do Marfim                 |       | DNS   |
| —         | 4       | 6    | Elinah Phillip               | Ilhas Virgens Britânicas        |       | DNS   |
| —         | 4       | 7    | Anna Manchenkova             | Azerbaijão                      |       | DNS   |
| —         | 6       | 6    | Anni Alitalo                 | Finlândia                       |       | DNS   |
| —         | 9       | 0    | Katarína Listopadová         | Eslováquia                      |       | DNS   |

### Semifinal
A semifinal  ocorreu dia 4 de dezembro.

#### Semifinal 1
| Colocação | Raia | Nome                 | Nacionalidade  | Tempo | Notas |
| --------- | ---- | -------------------- | -------------- | ----- | ----- |
| 1         | 4    | Jeanette Ottesen     | Dinamarca      | 24.91 | Q     |
| 2         | 5    | Lu Ying              | China          | 25.50 | Q     |
| 3         | 3    | Daynara de Paula     | Brasil         | 25.54 | Q, SA |
| 4         | 6    | Aleksandra Urbańczyk | Polónia        | 25.61 | Q     |
| 5         | 2    | Kimberly Buys        | Bélgica        | 25.72 |       |
| 6         | 1    | Claire Donahue       | Estados Unidos | 25.84 |       |
| 7         | 8    | Katerine Savard      | Canadá         | 26.08 |       |
| 8         | 7    | Marie Wattel         | França         | 26.15 |       |

#### Semifinal 2
| Colocação | Raia | Nome               | Nacionalidade  | Tempo | Notas |
| --------- | ---- | ------------------ | -------------- | ----- | ----- |
| 1         | 4    | Sarah Sjöström     | Suécia         | 25.02 | Q     |
| 2         | 5    | Inge Dekker        | Países Baixos  | 25.31 | Q     |
| 3         | 3    | Silvia di Pietro   | Itália         | 25.43 | Q     |
| 4         | 1    | Mélanie Henique    | França         | 25.68 | Q     |
| 5         | 6    | Qiu Yuhan          | China          | 25.86 |       |
| 6         | 8    | Daiene Dias        | Brasil         | 25.92 |       |
| 7         | 2    | Felicia Lee        | Estados Unidos | 25.95 |       |
| 8         | 7    | Anastasiia Liazeva | Rússia         | 26.01 |       |

### Final
A final teve sua disputa realizada em 5 de dezembro. 
| Colocação         | Raia | Nome                 | Nacionalidade | Tempo | Notas |
| ----------------- | ---- | -------------------- | ------------- | ----- | ----- |
| Medalha de ouro   | 5    | Sarah Sjöström       | Suécia        | 24.58 | CR    |
| Medalha de prata  | 4    | Jeanette Ottesen     | Dinamarca     | 24.71 |       |
| Medalha de bronze | 3    | Inge Dekker          | Países Baixos | 24.73 |       |
| 4                 | 2    | Lu Ying              | China         | 25.21 |       |
| 5                 | 6    | Silvia di Pietro     | Itália        | 25.38 |       |
| 6                 | 1    | Aleksandra Urbańczyk | Polónia       | 25.65 |       |
| 7                 | 8    | Mélanie Henique      | França        | 25.75 |       |
| 8                 | 7    | Daynara de Paula     | Brasil        | 25.94 |       |

Legenda
| Recorde mundial       | Recorde mundial (World record)               |                       | Recorde africano                      | Recorde africano (African) |                                           | Q | Classificado por posição (Qualified) |
| Recorde do campeonato | Recorde do campeonato (Championship record)  | Recorde da América    | Recorde da América (Americas)         | q                          | Classificado por melhor tempo (Qualified) |   |                                      |
| Melhor marca do ano   | Melhor marca do ano (World leading)          | Recorde asiático      | Recorde asiático (Asian)              | DNS                        | Não largou (Did not start)                |   |                                      |
| Recorde nacional      | Recorde nacional (National record)           | Recorde europeu       | Recorde europeu (European)            | DNF                        | Não terminou (Did not finish)             |   |                                      |
| Recorde pessoal       | Recorde pessoal do atleta (Personal best)    | Recorde da Oceania    | Recorde da Oceania (Oceania)          | DSQ / DQ                   | Desclassificado (Disqualified)            |   |                                      |
| Recorde da temporada  | Recorde da temporada do atleta (Season best) | Recorde sul-americano | Recorde sul-americano (South America) | NM                         | Sem marca (No mark)                       |   |                                      |